# Georges St-Pierre
Georges St-Pierre (phát âm tiếng Pháp: [ʒɔʁʒ sɛ̃ pjɛʁ]; sinh ngày 19/5/1981, biệt danh: GSP) là nam vận động viên võ thuật tự do người Canada.

## Thời thơ ấu
St-Pierre sinh ra tại Quebec, anh là con trai của Roland và Pauline St-Pierre.

## Sự nghiệp

### Truyền hình
| Năm  | Phim                            | Vai diễn       | Ghi chú |
| ---- | ------------------------------- | -------------- | ------- |
| 2021 | Chim Ưng Và Chiến Binh Mùa Đông | Georges Batroc |         |